# Кузнецов, Александр Яковлевич
Александр Яковлевич Кузнецов (1892—1964) ― советский санитарный врач, Главный санитарный инспектор СССР (1940), заместитель Народного комиссара здравоохранения СССР (1943), генерал-майор медицинской службы (1943).

## Биография
Родился 30 апреля 1892 года в селе Перники (ныне Заречное) Собинского района Владимирской области.
В 1916 году окончил медицинский факультет Московского университета. Участник Первой мировой войны, служил врачом санитарно-гигиенического отряда армейского корпуса.
С 1918 года служит в Красной Армии бригадным врачом. Участвовал в боях на Восточном фронте и в ликвидации отряда барона Унгерна. Участник боёв при конфликте на КВЖД.
После Гражданской войны был дивизионным, затем корпусным врачом, начальником Санитарного управления Сибирского военного округа, начальником Санитарного отдела Приволжского военного округа. Стал крупным организатором военной медицины, вёл большую санитарно-противоэпидемическую работу в Красной Армии.
В 1940 году утвержден в должности Главного санитарного инспектора СССР, в 1943 году назначен заместителем Народного комиссара здравоохранения СССР.
В Наркомздраве СССР в годы войны координировал работу органов санитарной и противоэпидемической службы. К началу 1941 года в СССР работало 1760 специализированных санитарно-профилактических учреждений (СЭС), из них 521 были расположены в сельских районах. Их создание стало большой заслугой Кузнецова.
С началом Великой Отечественной войны санитарно-эпидемиологическая обстановка в стране осложнилась и при активном участии Кузнецова было принято постановление правительства «О мероприятиях по предупреждению эпидемических заболеваний в стране и Красной Армии». Это способствовало решению главной задачи основной задачи — недопущению массовых эпидемий на территории СССР.
Постановлением СНК СССР от 31 марта 1943 года Кузнецову присвоено звание «генерал-майора медицинской службы».
С 1945 по 1946 год работал начальником отдела здравоохранения Советской военной администрации в Германии, оставаясь при этом Главным государственным санитарным инспектором Наркомздрава СССР. В 1947 году назначен начальником санитарной службы и начальником медицинского отдела в Военной Академии имени К. Е. Ворошилова.
Вышел в отставку по болезни в 1953 году с правом ношения военной формы с особыми отличительными знаками на погонах. Умер 28 января 1964 года.

## Награды
- Два ордена Ленина
- Два ордена Красного Знамени
- Орден Красной Звезды
- Награжден шестью медалями[2]